# Ley sobre la laicidad del Estado
La Ley sobre la laicidad del Estado (en francés Loi sur la laïcité de l'État) o la ley 21 (en francés Loi 21) es una ley quebequesa adoptada el 16 de junio de 2019 por la Asamblea Nacional de Quebec. Es la primera ley que dispone que «El estado de Quebec es laico» (artículo 1). Prohíbe a los empleados del Estado en posición de autoridad coercitiva así como a los profesores en las escuelas públicas llevar signos religiosos ostentosos, reconociendo sin embargo el derecho adquirido de los funcionarios que ya ocupaban uno de estos cargos el 27 de marzo de 2019 (el día que precede la presentación del proyecto de ley) de conservar sus signos religiosos.
En un juicio hecho el 20 de abril de 2021, la Corte Suprema de Quebec confirmó la validez de la mayor parte de la ley, pero estipuló que sus disposiciones respecto a los signos religiosos no se aplicarían ni a las comisiones escolares de la minoría de lengua inglesa, ni a la Asamblea Nacional. El ejecutivo de Quebec apeló en seguido el juicio. Entre los demandantes, la Federación Autónoma de la Enseñanza decidió igualmente llevar la causa al Tribunal de apelación de Quebec.

## Descripción
El artículo primero dispone que «El estado de Quebec es laico». La laicidad se aplica conforme a cuatro principios: la separación del estado y de las religiones, la neutralidad religiosa del estado, la igualdad de todos los ciudadanos y ciudadanas, así como la libertad de conciencia y la libertad de religión. Las instituciones parlamentarias, gubernamentales y judiciales tienen que respetar, a nombre de la laicidad del estado, estos cuatro principios, en sus hechos y su apariencia (en francés en fait et en apparence). En caso de las instituciones judiciales, es el Consejo de la Magistratura de Quebec que fija las reglas de aplicación de los principios de la laicidad del estado. Por otra parte, el artículo 4 párrafo 2 reconoce para toda persona el derecho de tener «instituciones parlamentarias, gubernamentales y judiciales laicas así como servicios públicos laicos».
La ley prevalece sobre toda otra ley adoptada posteriormente, a menos que ésta precise que se aplica independientemente de la Ley sobre la laicidad del Estado. A pesar de lo que precede, los artículos 1 a 3, que afirman la laicidad del Estado y de sus instituciones parlamentarias, gubernamentales y judiciales, no tienen precedencia sobre las leyes adoptadas anteriormente. Ningún acuerdo colectivo puede incluir una disposición que sea contrario a la ley.

### Prohibición para los funcionarios en posición de autoridad de llevar signos religiosos
La ley prohíbe a ciertas categorías de funcionarios llevar signos religiosos en el marco de sus funciones. La ley dispone que llevar algún signo religioso, cualquiera que sea, estará prohibido a todos los funcionarios que ejercen una posición de autoridad coercitiva, tales como los policías, los jueces y los guardianes de prisión. Entre las personas afectadas por la ley, están también el presidente y los vicepresidentes de la Asamblea Nacional, el fiscal general de Quebec y ministro de Justicia, el director de las Actuaciones Criminales y Penales, así como los directores de escuela y profesores de las comisiones escolares de Quebec. A pesar de lo que precede, la ley contiene una cláusula de anterioridad (llamada coloquialmente cláusula del abuelo, en francés clause du grand-père), que dispone que todo funcionario que ya llevaba un signo religioso el día que precede al depósito del proyecto de ley, el 27 de marzo de 2019, conservará este derecho adquirido mientras ejerza las mismas funciones en seno de la misma institución.
Al contrario del proyecto abortado de la Carta de los Valores (en francés Charte des valeurs), no hay distinciones entre los diferentes signos religiosos; sin importar que estos sean pequeños o grandes, o que estén exhibidos o disimulados, serán igualmente prohibidos para los funcionarios afectados. El artículo 6 define un signo religioso a los ojos de la ley : «todo objeto, como por ejemplo una ropa, un símbolo, una joya, un aderezo, un accesorio o un sombrero que es 1° o llevado en relación con una convicción o una creencia religiosa, 2° o considerado razonablemente como signo que hace referencia a una pertenencia religiosa». » Las alianzas llevadas al dedo están excluidas de esta definición, según el ministro Jolin-Barrette. Respondiendo a preocupaciones transmitidas por Xavier Watso, un profesor de la primera nación abenaki (Quebec, Canadá), el ejecutivo de la CAQ aseguró también que los símbolos espirituales autóctonos no serían afectados por las disposiciones de la ley.
Preguntado al respecto por la Asociación de los Estudiantes en Educación de la Universidad de Montreal, el ministro de Educación Jean-François Roberge indicó el 26 de noviembre de 2019 que la Ley 21 no se aplica a los estudiantes en enseñanza; por consiguiente, las comisiones escolares no pueden exigir a estos últimos que no lleven signos religiosos en clase durante su pasantía.

### Servicios ofrecidos y recibos a cara descubierta

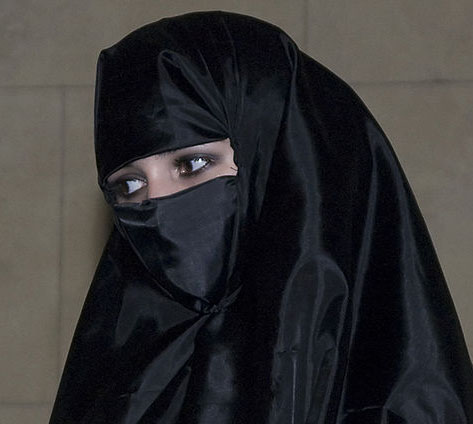
La ley prohíbe a los funcionarios que tengan la cara disimulada en el ejercicio de sus funciones.

Conforme al artículo 8, todo empleado de la función pública tiene que ejercer sus funciones a cara descubierta y todo ciudadano que desea ser servido por el Estado debe igualmente hacerlo a cara descubierta, si es necesario para verificar su identidad o para cuestiones de seguridad. No obstante, el deber de ofrecer y recibir servicios públicos a cara descubierta puede no estar aplicado por razones de salud, de discapacidad o por razones relacionadas con la naturaleza del trabajo ejercido. En todos los otros casos, ningún "ajuste razonable" será concedido respecto al principio del servicio a cara descubierta y a la prohibición hecha para ciertos funcionarios de llevar los símbolos religiosos.
Al respecto, la ley aporta modificaciones a la Ley que favorece el respeto de la neutralidad religiosa del estado, coloquialmente llamada «Loi 62» (en español ley 62). El artículo 10 de esta ley disponía que todo usuario de los servicios públicos tenía que comunicar con el Estado a cara descubierta; su aplicación estuvo suspendida por dos juicios de la Corte Suprema en diciembre de 2017 y en junio de 2018. La nueva ley abroga este artículo de la Ley 62, de tal manera que son las disposiciones del artículo 8 de la Ley sobre la laicidad del estado que se aplicarán.
Por otra parte, la Ley sobre la laicidad del estado crea un nuevo artículo en el seno de la Ley sobre la neutralidad religiosa, el artículo 17.1, que dispone que ningún ajuste razonable (en francés accommodement raisonnable) será hecho con respecto a la obligación de neutralidad religiosa, excepto las disposiciones previstas por la propia Ley 62. La Ley sobre la laicidad abroga o modifica varios artículos más de la Ley sobre la neutralidad religiosa.

### Modificación de la Carta de los Derechos y Libertades de la Persona
La ley enmienda la Carta quebequesa de los derechos y libertades de la persona añadiendo, en el seno de su preámbulo, el párrafo siguiente: «Considerando la importancia fundamental que la nación quebequesa concede a la laicidad del estado». La ley modifica también el artículo 9.1 de la Carta, de modo a precisar que la ley puede fijar y acondicionar el ejercicio de las libertades y derechos fundamentales con el fin de garantizar entre otros el « respeto (...) de la laicidad del estado».
La Ley sobre la laicidad del estado se aplica independientemente de los artículos 2 y 7 a 15 de la Carta Canadiense de los Derechos y las Libertades y de los artículos 1 a 38 de la Carta Quebequesa de los Derechos y Libertades de la Persona, conforme a los artículos de derogación previstos por éstas.

### Crucifijo en las instituciones públicas

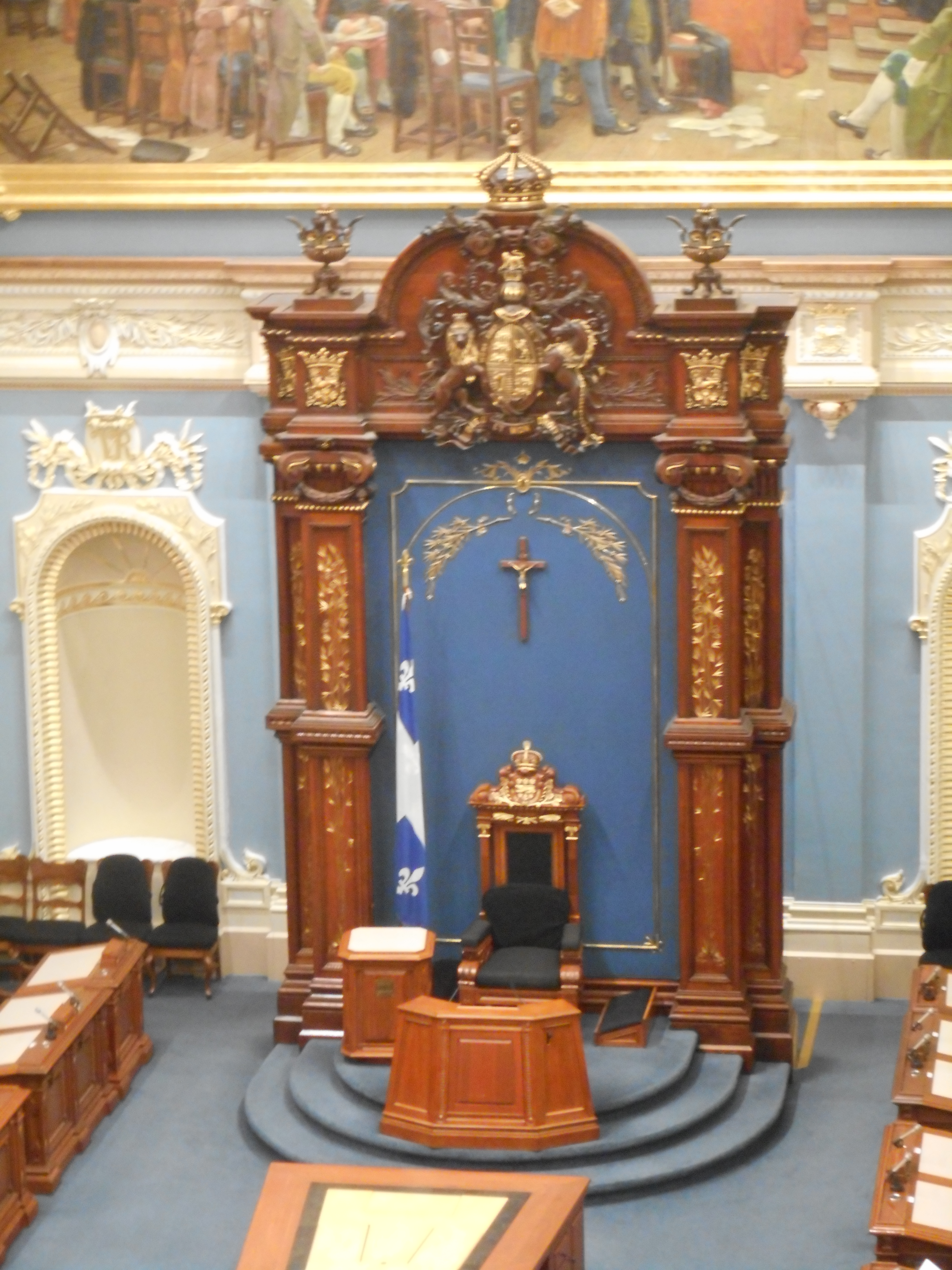
Un crucifijo estaba colgado por encima del escaño del presidente de la Asamblea Nacional desde 1936. Lo quitaron el 9 de julio de 2019.

El día de la recepción del proyecto de ley, el 28 de marzo de 2019, la Asamblea Nacional adoptó unánimemente una moción que encargaba «a la Mesa de la Asamblea Nacional que desplace el crucifijo del Salón azul (en francés Salon bleu) para ponerlo de relieve en el interior del Parlamento, en otra habitación». El 9 de julio de 2019, un empleado de la Asamblea Nacional retiró con guantes blancos el crucifijo y luego lo metió en una caja. Desde el 17 de septiembre de 2019, los dos crucifijos preservados de la Asamblea nacional - el original de 1936 y su sustituto de 1982 - están instalados en una vitrina acondicionada en la Asamblea.
Por otra parte, la ministra de Justicia Sonia Lebel anunció el 6 de junio de 2019 que todos los crucifijos serían retirados definitivamente de los palacios de justicia quebequeses, pero ninguna decisión fue tomada en los ministerios de Educación y Sanidad. De hecho, la ley sobre la laicidad del Estado no prohíbe la presencia de crucifijos sobre las paredes de los hospitales y escuelas de Quebec, allí donde siguen presentes. Añadido por enmienda unas horas antes la adopción definitiva del proyecto de ley, el artículo 17 impide los recursos judiciales que exigen la retirada de un símbolo religioso presente en estas instituciones. La decisión de mantener o de retirar estos objetos son competencia de las direcciones de los establecimientos escolares y hospitalarios. Por otra parte, el artículo 17 dispone que los artículos 1 a 3 de la ley no pueden «ser interpretados como teniendo un efecto sobre la toponimia, la denominación de una institución afectada en el artículo 3 o sobre una denominación que ésta emplea».

## Historia

### Doce años de debates religiosos

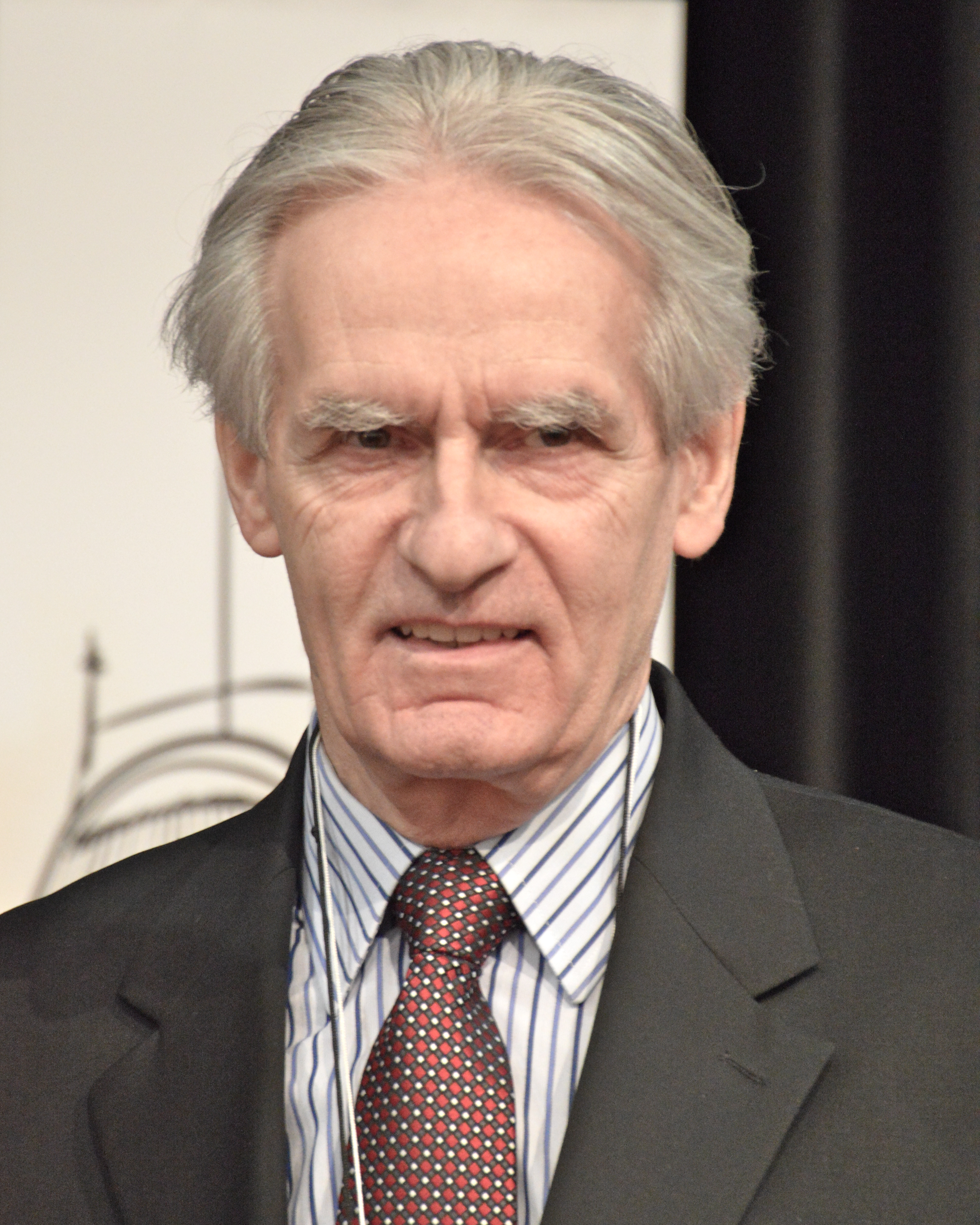
Gérard Bouchard.

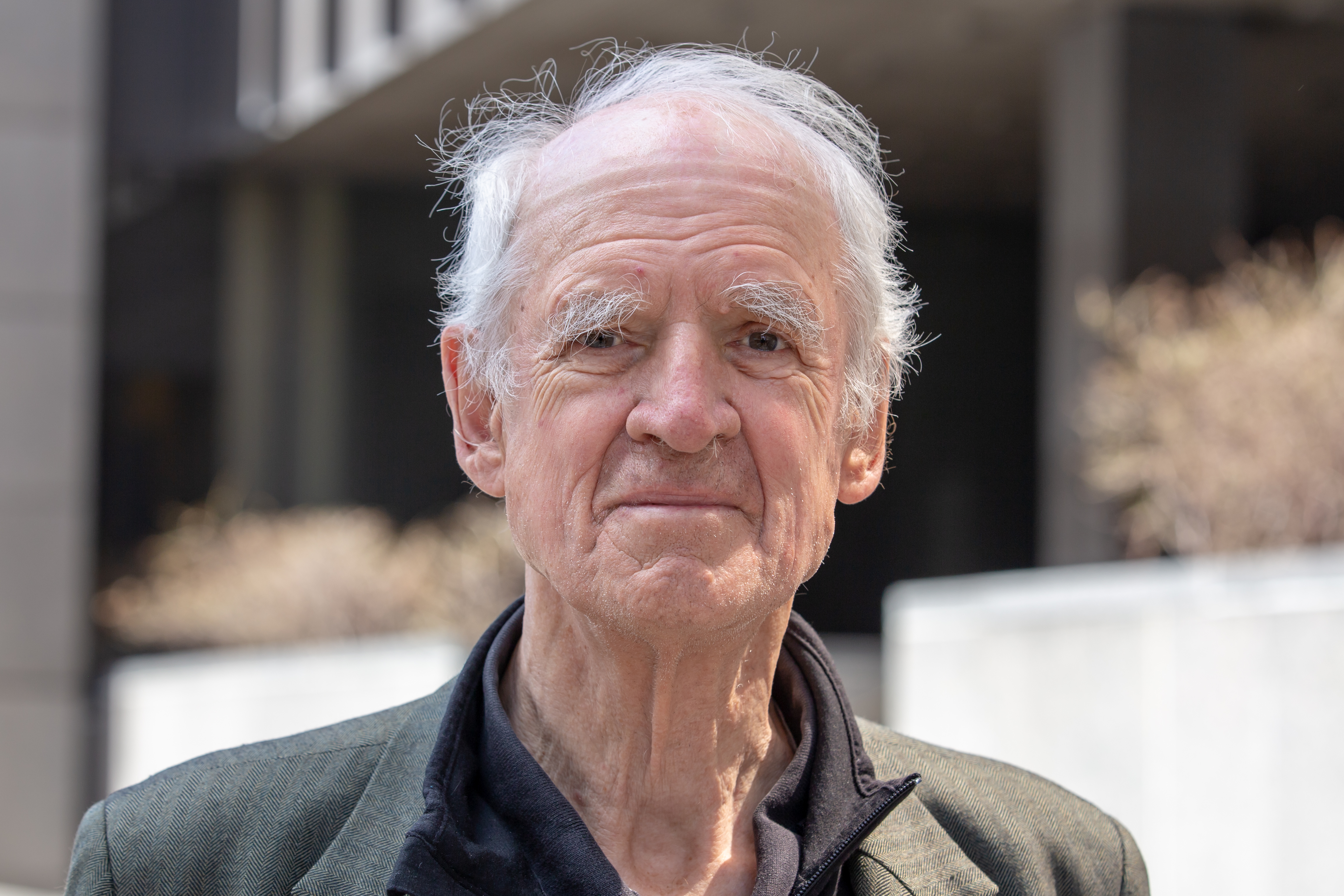
Charles Taylor.

#### La Comisión Bouchard-Taylor
Durante la década de los años 2000, hubo en Quebec varios debates acerca del lugar de la religión en la sociedad. Acontecimientos como el juicio de la Corte Suprema de Canadá que autorizó el puerto del kirpán —un puñal sij — en las escuelas, la instalación de cristales opacas en el YMCA de Outremont, y luego la adopción de un código de buena conducta por la municipalidad de Hérouxville marcaron la actualidad. Instituida el 8 de febrero de 2007 por el primer ministro Jean Charest para estudiar los ajustes razonables, la Comisión Bouchard-Taylor propuso en su informe desvelado el 22 de mayo de 2008 el inscribir los principios de interculturalismo y de laicidad abierta en la ley; también propuso prohibir que los agentes del estado en posición de autoridad pudieran llevar símbolos religiosos; agentes como los policías, los guardianes de prisión y los jueces. Los dos comisarios propusieron igualmente la retirada del crucifijo instalado por encima del trono del presidente de la Asamblea Nacional de Quebec, lo que los parlamentarios rechazaron unánimemente en aquel momento.

#### Los varios proyectos de ley abortados
El 24 de marzo de 2010, el ejecutivo Charest depositó el Proyecto de ley nº 94 que prevé que los servicios estatales tendrían que darse y recibirse a cara descubierta, pero éste no fue adoptado nunca. El 7 de noviembre de 2013, el ejecutivo de Marois hizo un proyecto de Carta de los Valores Quebequeses. En virtud de esta Carta, llevar símbolos religiosos ostentatorios habría sido prohibido para todos los empleados de los sectores públicos y parapúblicos, incluidos los profesores y las educadoras en las guarderías. El Parlamento de Quebec fue disuelto antes de que este proyecto de Carta de los Valores pudiera ser votado.

#### La Ley sobre la neutralidad religiosa
El 10 de junio de 2015, el gobierno liberal de Couillard propuso el proyecto de ley n°62 titulado Ley que favorece el respeto de la neutralidad religiosa del estado y que pretende enmarcar las peticiones de ajustes razonables por un motivo religioso en algunos organismos. Este proyecto de ley retomaba el principio del antiguo proyecto de ley n°94 del gobierno Charest, a saber que todo servicio público tendría que darse y recibirse a cara descubierta. Esta obligación no se aplicaba sin embargo a los funcionarios si las condiciones laborales exigían cubrirse la cara. Esta obligación podía también tener ajustes. 
El proyecto de ley fue adoptado y el mismo día, el 18 de octubre de 2017 la Ley fue discutida ante los tribunales. El juicio provisional hecho por el la Corte Suprema de Quebec el 1 de diciembre de 2017 suspendió el artículo de la ley sobre la obligación de dar y recibir servicios del estado a cara descubierta. El 28 de junio de 2018, el Tribunal analizó el recurso del Consejo Nacional de los Musulmanes Canadienses (CNMC). El Tribunal mantuvo la suspensión del artículo 10, estimando que las líneas directoras proporcionadas por el ejecutivo no permitían una interpretación clara de las modalidades de aplicación de ese artículo.

#### Una primera estudiante en Técnicas policiales con velo
El informe Bouchard-Taylor proponía entre otras cosas prohibir a los policías, a los guardianes de prisión, así como a los jueces que llevasen signos religiosos. Durante varios años, el hecho de que una persona que llevase signos religiosos ostentarios pudiera ocupar una de estas tres profesiones en Quebec era esencialmente hipotético; el primer ministro liberal Philippe Couillard hablaba incluso el 10 de abril de 2018 de un problema «imaginario». La situación cambió dos días más tarde, cuando los medios de comunicación revelaron la presencia de una primera estudiante con velo en Técnicas policiales. El Partido Quebequés y la Coalition avenir Québec recordaron enseguida que pretendían, si eran elegidos, prohibir que los policías pudieran llevar signos religiosos. Por su lado, el jefe del Partido Liberal Philippe Couillard, que consideraba que esta estudiante era una «pionera» se opuso a esas medidas preconizadas por el PQ y la CAQ, mientras su ministra de Justicia Stéphanie Vallée recordaba que «llevar signos religiosos, no está prohibido, está permitido».

#### Las elecciones generales quebequesas de 2018
Antes de las elecciones generales de 2018, el jefe de la Coalition avenir Québec, François Legault, prometió que abrogaría la Ley 62 adoptada por el ejecutivo liberal saliente, para reemplazarla por una nueva ley fundada sobre «el consenso de Bouchard-Taylor, más los profesores ya que están en posición de autoridad con los niños». Durante los debates políticos entre los grandes partidos quebequeses, el jefe de la CAQ acusó varias veces al primer ministro liberal saliente Philippe Couillard de ser un «dador de lecciones». El 1 de octubre de 2018, la CAQ obtuvo la mayoría absoluta de los escaños en la Asamblea Nacional de Quebec. El 9 de octubre, el primer ministro designado repitió que el crucifijo permanecería en la Asamblea Nacional.

### El proyecto de ley

#### Situación
El 5 de febrero de 2019, el diario La Presse reveló que una encuesta fue dirigida en junio de 2018 a las direcciones de las 2 616 escuelas de la provincia por iniciativa del ministerio de Educación. Este sondeo pedía sobre todo que las direcciones dijeran cuántos individuos en el seno del personal escolar llevaban un símbolo religioso en el marco de sus funciones. La tasa de respuesta fue del 44,5%. 16% de las escuelas que dieron una respuesta afirmaron que tenían uno o varios miembros del personal entrando en esta categoría. El 46,9% formaban parte del personal de apoyo, el 38,8% eran profesores, el 8% formaban parte del personal administrativo y el 6,3% del personal profesional.
Con respecto a los policías, en el momento del depósito del proyecto de ley, el Servicio de Policía de la ciudad de Montreal no contaba con ningún policía llevando símbolos religiosos en el marco de sus funciones.

#### El depósito del proyecto de ley

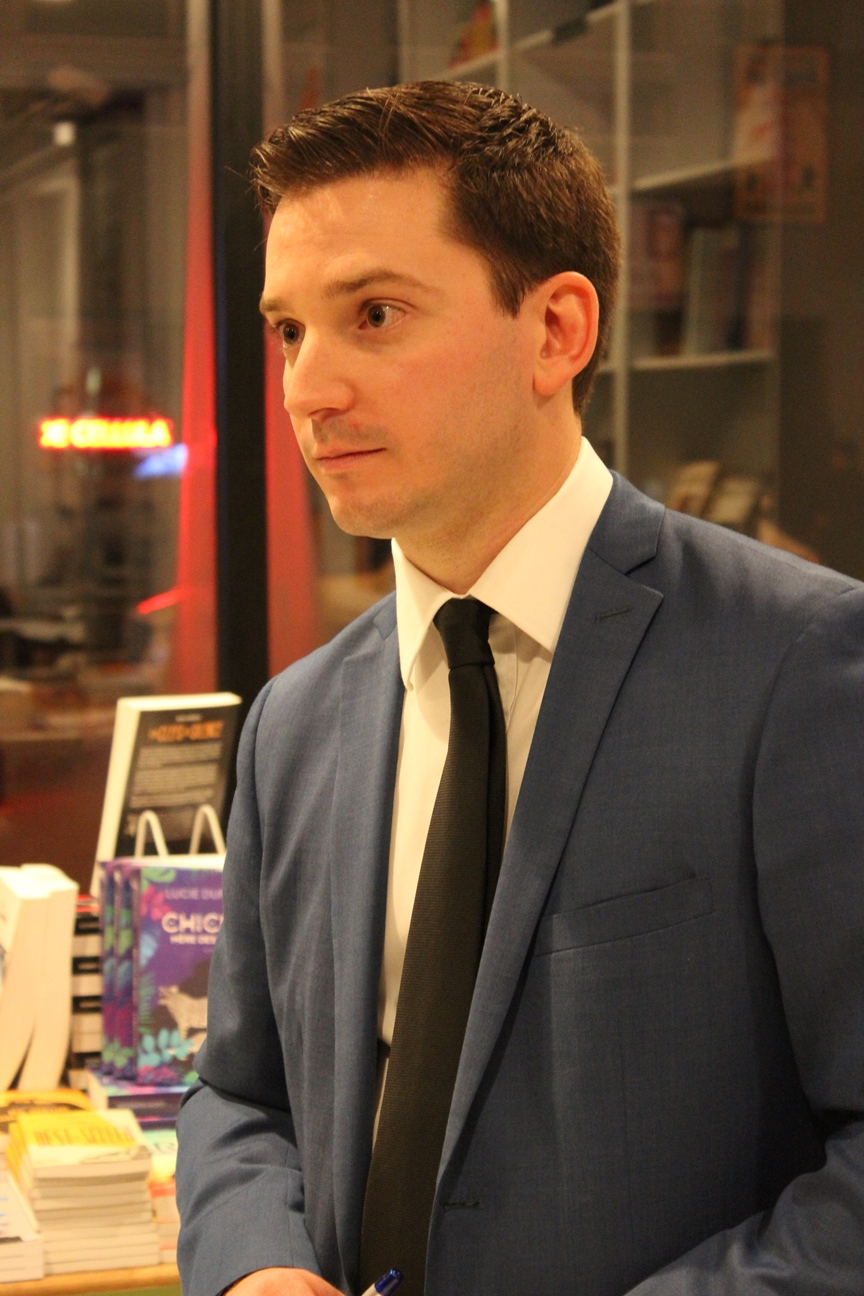
El ministro Simon Jolin-Barrette.

El proyecto de ley n°21 titulado Ley sobre la laicidad del Estado fue presentado por el ministro de Inmigración, Diversidad e Inclusión Simon Jolin-Barrette el 28 de marzo de 2019.
El proyecto de ley fue criticado por la oposición oficial y el segundo grupo de oposición. La diputada liberal Hélène David criticó el proyecto de ley n°21 que, según ella, se dirigía a las minorías étnicas, sobre todo a las musulmanas que llevaban el hiyab y según ella esto atentaba contra los derechos y libertades. David criticó también el recurso a la cláusula derogatoria y estimó que el proyecto de ley era «incomprensible en cuanto al nivel intelectual ». Por su lado, Québec solidaire, reunido al respecto en su Consejo Nacional, decidió durante el final de la semana que seguía el depósito del proyecto de ley modificar la posición del partido sobre la laicidad y se oponía a partir de este momento a toda prohibición de los símbolos religiosos para todos los funcionarios del estado quebequés. Por su lado, el jefe del Parti québécois Pascal Bérubé no excluyo que su partido pudiera votar a favor del proyecto de ley, si correctivos eran hechos. El PQ deseaba sobre todo que las guarderías públicas, así como las escuelas privadas subvencionadas por el estado tuvieran las mismas obligaciones en materia de laicidad que las escuelas públicas.
Aunque el ejecutivo deseaba, a través de su proyecto de ley, responder a las recomendaciones del informe Bouchard-Taylor, los dos antiguos comisarios se opusieron a su adopción. Gérard Bouchard dijo que se trataba de un proyecto de ley «radical» porque no entendía por qué se incluía a los profesores. Por su lado, su anciano colega Charles Taylor — que en febrero de 2017 se opuso públicamente a las propias proposiciones que él mismo defendía en su informe en 2008 — afirmó públicamente que tenía «vergüenza» del proyecto de ley.

#### La adopción del proyecto de ley
Reunida al respecto en una sesión extraordinaria, la Asamblea Nacional de Quebec adoptó el proyecto de ley en la tarde del 16 de junio de 2019. Los 73 diputados de la Coalition avenir Québec y del Parti québécois votaron a favor, mientras que los 35 diputados del Partido Liberal y de Québec solidaire votaron en contra.

### La aplicación de la ley en las comisiones escolares

#### La Comisión escolar de Montreal
El 19 de junio de 2019, el consejo de los comisarios de la Comisión Escolar de Montreal (CSDM) pidió un plazo de un año antes de aplicar la ley con el fin de llevar consultas internas. La Federación de las Comisiones Escolares de Quebec se separó públicamente de la decisión tomada por la CSDM.
A pesar de su deseo de aplazar la aplicación de la ley, la CSDM hizo llegar el 21 de junio de 2019 una nota a las direcciones de escuelas pidiéndoles que le proporcionaran los nombres de los profesores que llevaban signos religiosos antes del 27 de marzo. Ninguna otra comisión escolar no habría hecho de directivas parecidas. El ministro de Educación pidió a la Comisión Escolar de Montreal que anulase su petición. Según el agente de prensa del ministro, «La CSDM parece haber malinterpretado groseramente la ley».
A finales de agosto, la Comisión Escolar de Montreal decidió finalmente que aplicaría la ley desde el inicio del año escolar. Las ofertas de trabajo publicadas ese verano dispusieron explícitamente que «los empleados de la CSDM están sujetos a la Ley sobre la laicidad del estado». Así, el 22 de agosto de 2019, el consejo de los comisarios adoptó una nota en la que decía que se oponía al uso de la desobediencia civil como lo proponían dos comisarios independientes. Según Le Devoir, el director general de la CSDM presentaría el 28 de agosto a los comisarios un plan para organizar la aplicación de la ley, información confirmada por la comisión escolar.
Durante el verano 2019, un hombre que vivía en el distrito de Rosemont pidió a la dirección de la escuela Marie-Rollet y luego al comisario de su barrio que su hija no tuviera una profesora con velo. Jean-Denis Dufort (que forma parte de la Comisión escolar de Montreal) estimó que esta petición es «racista». El 28 de agosto, el primer ministro François Legault y el ministro de la Educación Jean-François Roberge hicieron saber que las peticiones de cambio de clase serían rechazadas y que los padres tendrían que aceptar que los profesores contratados antes del depósito del proyecto de ley gozaran de un derecho adquirido.

#### Las comisiones escolares anglófonas
Antes del depósito del proyecto de ley nº 21, la Comisión Escolar English-Montreal adoptó una resolución afirmando que se oponía a toda prohibición de símbolos religiosos para los profesores de sus establecimientos escolares. La comisión escolar anglófona anunció que consecuentemente no aplicaría la ley si ésta era adoptada. La Comisión Escolar Lester B. Pearson anunció que haría lo mismo. El 14 de mayo de 2019, la Asociación de las Comisiones Escolares Anglófonas de Quebec hizo saber en una comisión parlamentaria que estimaba que la ley no tendría ninguna autoridad en sus establecimientos escolares, en virtud de las decisiones del Corte Suprema de Canadá que reconoció el derecho de las escuelas de las minorías lingüísticas de contratar ellas mismas su personal. El recurso a la cláusula derogatoria inscrita en el proyecto de ley no permitía derogar el artículo 23 de la Carta Canadiense de los Derechos y las Libertades que protege los derechos a la instrucción garantizados a las minorías anglófonas y francófonas del país. Según la edición del 23 de agosto de 2019 del diario Le Devoir, las dos comisiones escolares de lengua inglesa de Montreal debían de debatir sobre la aplicación de la Ley 21 en el consejo de los comisarios la semana siguiente. Finalmente, la Comisión Escolar English-Montreal deicidió a la última hora, durante el consejo de los comisarios que tenía lugar el 28 de agosto, que no habría un voto sobre la aplicación de la Ley 21.

### Impugnación de la ley ante los tribunales
Ichrak Nourel Hak, una estudiante en enseñanza que llevaba el hiyab, decidió impugnar la ley ante los tribunales, con la ayuda del Consejo Nacional de los Musulmanes Canadienses y la Asociación Canadiense de las Libertades Civiles. El 18 de junio de 2019, el Honorable Michel Yergeau de la Corte Suprema de Quebec rehusó conceder una prórroga judicial de dos artículos de la ley que tratan de la prohibición de los signos religiosos para los profesores de las escuelas públicas. En su juicio, el juez precisó que se podía considerar que el Estado había adoptado esta ley, de la misma manera que todas las otras leyes, al nombre del interés público y que la demanda de prórroga no respondía al «criterio de urgencia».  El 23 de julio de 2019, Ichrak Nourel Hak, el CNMC y el ACLC han decidido impugnar la decisión del Corte Suprema en el Tribunal de Apelación de Quebec. El 1 de agosto de 2019, el Tribunal de apelación indicó que aceptará responder a la petición rechazada antes por el Corte superior.
El 26 de septiembre de 2019, la Comisión Escolar English-Montreal anunció que impugnaría la Ley 21 ante los tribunales, a nombre del artículo 23 de la Carta Canadiense de los Derechos y las Libertades que protege el derecho a la enseñanza en la lengua de la minoría lingüística (inglesa en Quebec, francesa en el resto de Canadá). Al día siguiente, tres profesores apoyados por la Coalition Inclusion Québec - dos musulmanas y una católica - decidieron también discutir la ley.
El 6 de noviembre de 2019, la Federación Autónoma de la Enseñanza, un sindicato que reagrupa docentes, a su vez apeló para intentar invalidar varios artículos de la Ley sobre la laicidad del Estado.
El 26 de noviembre, el Tribunal de Apelación de Quebec escuchó la causa del Consejo Nacional de los Musulmanes Canadienses. Los demandantes defendieron entonces que la Ley 21 atentaba contra el derecho a la igualdad entre las mujeres y los hombres garantizado por el artículo 28 de la Carta canadiense de los Derechos y Libertades; un argumento inédito hasta entonces en su alegación. El 1 de diciembre, el historiador y futuro candidato a la dirección del Parti québécois Frédéric Bastien presentó una denuncia formal ante el Consejo Canadiense de la Magistratura contra la jueza presidente del Tribunal de Apelación, Nicole Duval Hesler. Bastien acusó a esta última de haber infringido su deber de reserva y pidió por consiguiente que ella se declarase incompetente respecto al tema. La asociación feminista PDF Québec también presentó una denuncia, acusando la jueza presidente de tener un conflicto de interés. El 12 de diciembre de 2019, una cincuentena de denuncias habían sido presentadas al Consejo Canadiense de la Magistratura respecto a Nicole Duval Hesler.
El 12 de diciembre, el Tribunal de Apelación mantuvo la aplicación de la Ley sobre la laicidad. La jueza presidente Nicole Duval Hesler indicó su desacuerdo, estimando que la aplicación del artículo 6, que prohíbe los signos religiosos para algunos miembros de la función pública, hubiera debido ser suspendido hasta que los tribunales pudieran sentenciar el fondo del asunto. Los demandantes decidieron llevar la causa en apelación a la Corte Suprema de Canadá. El 9 de abril, el tribunal de mayor rango del país decidió rechazar la demanda de apelación; la ley entonces no pudo ser suspendida mientras que los tribunales no se pronunciaran sobre su validez.
El asunto debió normalmente ser estudiado por el Corte Superior de Quebec en octubre de 2020. El 9 de enero, el juez Marc-André Blanchard de la Corte Suprema autorizó la participación del Movimiento Laico Quebequés (MLQ), una asociación pro laicidad, en las futuras deliberaciones judiciales. El MLQ quería no sólo defender la ley contra los que buscan invalidarla, sino también defender que ésta crea nuevos derechos, entre los cuales el derecho de los alumnos y sus padres de tener una enseñanza laica.

## Reacciones políticas

### Antes de la adopción: la declaración controvertida del alcalde Steinberg
Las ciudades anglófonas del oeste de la isla de Montreal pidieron que sus ciudades fuesen excluidas de la aplicación del proyecto de ley. El 5 de abril de 2019, el alcalde de Hampstead, William Steinberg, provocó un gran controversia cuando afirmó que el proyecto de ley se acercaba a una «limpieza étnica », declaración enseguida condenada por el ministro de Inmigración Simon Jolin-Barrette. Sus declaraciones fueron unánimemente denunciadas por todos los grandes partidos políticos y varios dirigentes, entre los cuales estuvo el primer ministro de Quebec, le pidieron que se disculpara. Lejos de retirar sus palabras, el 9 de abril de 2019, M. Steinberg indicó que prefería más bien la expresión «limpieza étnica pacífica». El 10 de abril, el primer ministro de Canadá Justin Trudeau pidió igualmente al alcalde de Hampstead que se disculpara. El 12 de abril, la alcaldesa de Montreal Valérie Plante que estaba en el extranjero declaró que estaba «indignada» por las palabras de M. Steinberg.

### Después de la adopción de la ley
El 17 de junio de 2019, es decir el día siguiente de la adopción definitiva del proyecto de ley, el ministro federal de Justicia David Lametti hizo saber que su gobierno no descartaba participar en la impugnación judicial de la nueva ley. El mismo día, la ex primera ministra neodemócrata de Alberta, Rachel Notley, publicó un mensaje en Twitter donde afirmaba que es «un día triste para Canadá cuando el racismo se hace ley».
Algunos días más tarde, su sucesor el primer ministro de Alberta Jason Kenney dijo en la Asamblea Legislativa de Alberta que había hecho saber su oposición al proyecto de ley durante su encuentro con François Legault el 12 de junio.
El 26 de junio de 2019, el primer ministro del Manitoba Brian Pallister denunció a su vez la ley quebequesa, llamando todos sus homólogos del Oeste canadiense a denunciar una ley «peligrosa, no canadiense, que merece que nos opongamos». El 18 de julio de 2019, unas horas después de que un juez del Corte Suprema de Quebec se negó a suspender artículos discutidos de la Ley sobre la laicidad del Estado, Brian Pallister invitó públicamente a los funcionarios quebequeses a quienes molestaba la ley a que fueran a establecerse en Manitoba, donde hacían falta muchos funcionarios bilingües. El 27 de noviembre, el ejecutivo del Manitoba hizo aparecer mensajes publicitarios en periódicos francófonos quebequeses que invitaban a los quebequeses que se sentían dañados por la Ley 21 a ir a instalarse en Manitoba; una iniciativa denunciada a la vez por el ejecutivo de la CAQ y la oposición del Parti québécois.
El 11 de septiembre de 2019, el día en queJustin Trudeau pidió la disolución del parlamento y empezó la campaña de las próximas elecciones federales, Trudeau se negó a comprometerse a no impugnar la Ley 21 en caso de reelección del Partido Liberal de Canadá. Por su lado, el primer ministro quebequés François Legault pidió públicamente el mismo día que todos los jefes de los partidos federales se comprometieran a no impugnar ante los tribunales la ley quebequesa.
Desde la adopción de la ley quebequesa sobre la laicidad, los consejos municipales de Victoria, Calgary, Toronto y Vancouver han adoptado unánimemente mociones que se oponen a la Ley sobre la laicidad del Estado.
El 25 de noviembre de 2019, la Asamblea Legislativa de Ontario adoptó unánimemente una moción que denunciaba la ley quebequesa y animó al ejecutivo de Ontario a participar en una eventual impugnación de la ley ante la Corte Suprema de Canadá.

## Opinión pública quebequesa
Es notable que a pesar de las impugnaciones y protestas públicas que vienen principalmente del Canadá inglés, la población quebequesa está sobradamente al favor del proyecto de ley. En diciembre de 2018, un sondeo mostró que la tasa de apoyo a la ley sobre la laicidad del estado era del 65 %. En mayo de 2019, la tasa de apoyo era del 64 %.